# アクイナス大学 (テネシー州)
アクイナス大学 (Aquinas College ) はアメリカ合衆国テネシー州ナッシュビルのカトリック教会の高等教育機関。聖トマス・アクィナスに因み名付けられた。
1928年、ドミニコ会により聖セシリア普通学校として聖セシリア修道院本部に位置し、修道女のための初等教育学校となった。1961年、移転し一般に門戸を開き、アクイナス短期大学となった。現在のアクイナス大学は4年制で看護学と経営学などを学ぶことができる。キャンパスはナッシュビルのダウンタウンから西へ8km(5マイル)のドミニコ会の敷地内にある。この敷地内には小学校のオーヴァーブルック・スクール、カトリック系女子高等学校の聖セシリア・アカデミーがある。
3年生と4年生のカリキュラムが追加され短期大学から大学へと大きく変化し、特に短期大学で有力であった野球やバスケットボール・チームの生徒に影響があった。アクイナス大学陣営は短期大学のスポーツ選手はこれまでと同様活動し、大学外の人々に大学の本質を誤解されることや、他の四年制大学の選手との競争に打ち勝つために莫大な費用がかかることを危惧していた。そのためアクイナス大学は現在どのスポーツ・チームへの支援もしていない。